# Oštra Stijena
Oštra Stijena (Servisch cyrillisch Оштра Стијена) is een plaats in de Servische gemeente Prijepolje. De plaats telt 123 inwoners (2002).